# Erdély megyéi
A tágabban értelmezett Erdély 16 megyéből áll, amelyek 3 fejlesztési régiót alkotnak. A jelenlegi megyéket az 1968-as közigazgatási reform során alakították ki.

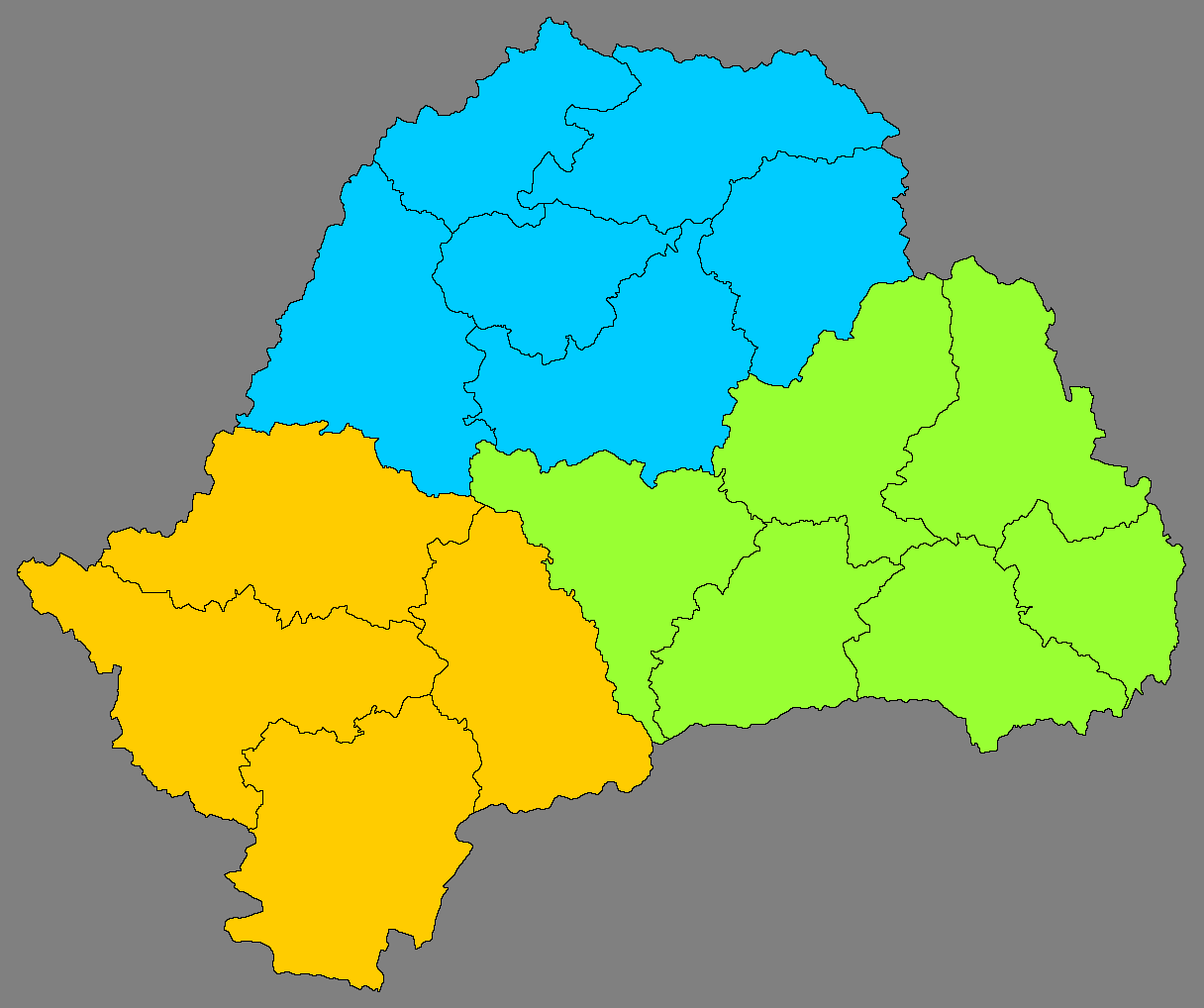
Fejlesztési régiók Erdélyben

| Erdély megyéi                                                                                           | Erdély megyéi                                                    | Erdély megyéi                                                                              |
| --- | ---------------------------------------------------------------- | ------------------------------------------------------------------------------------------ |
| Északnyugat-romániai fejlesztési régió                                                                  | Nyugat-romániai fejlesztési régió                                | Közép-romániai fejlesztési régió                                                           |
| - Szatmár megye - Máramaros megye - Bihar megye - Szilágy megye - Kolozs megye - Beszterce-Naszód megye | - Arad megye - Temes megye - Hunyad megye - Krassó-Szörény megye | - Maros megye - Hargita megye - Fehér megye - Szeben megye - Brassó megye - Kovászna megye |

## Megyék adatai
| Megye (magyarul) | Megye (románul) | Kétbetűs kód | Terület (km²) | Népesség (2002; fő) | Népsűrűség (fő/km²) | Magyarok száma (2002; fő) | Magyarok aránya (%) | Székhely (magyarul) | Székhely (románul) | Címer |
| ---------------- | --------------- | ------------ | ------------- | ------------------- | ------------------- | ------------------------- | ------------------- | ------------------- | ------------------ | ----- |
| Arad             | Arad            | AR           | 7 754         | 461 791             | 59,56               | 49 304                    | 10,68               | Arad                | Arad               |       |
| Beszterce-Naszód | Bistrița-Năsăud | BN           | 5 355         | 311 657             | 58,20               | 18 349                    | 5,89                | Beszterce           | Bistrița           |       |
| Bihar            | Bihor           | BH           | 7 544         | 600 246             | 79,57               | 155 833                   | 25,96               | Nagyvárad           | Oradea             |       |
| Brassó           | Brașov          | BV           | 5 363         | 589 028             | 109,83              | 51 012                    | 8,66                | Brassó              | Brașov             |       |
| Fehér            | Alba            | AB           | 6 242         | 382 747             | 61,32               | 20 695                    | 5,41                | Gyulafehérvár       | Alba Iulia         |       |
| Hargita          | Harghita        | HR           | 6 639         | 326 222             | 49,14               | 276 106                   | 84,64               | Csíkszereda         | Miercurea Ciuc     |       |
| Hunyad           | Hunedoara       | HD           | 7 063         | 485 712             | 68,77               | 25 400                    | 5,23                | Déva                | Deva               |       |
| Kolozs           | Cluj            | CJ           | 6 674         | 702 755             | 105,30              | 122 308                   | 17,40               | Kolozsvár           | Cluj-Napoca        |       |
| Kovászna         | Covasna         | CV           | 3 710         | 222 449             | 59,96               | 164 275                   | 73,85               | Sepsiszentgyörgy    | Sfântu Gheorghe    |       |
| Krassó-Szörény   | Caraș-Severin   | CS           | 8 514         | 333 219             | 39,14               | 5 829                     | 1,75                | Resicabánya         | Reșița             |       |
| Máramaros        | Maramureș       | MM           | 6 304         | 510 110             | 80,92               | 46 303                    | 9,08                | Nagybánya           | Baia Mare          |       |
| Maros            | Mureș           | MS           | 6 714         | 580 851             | 86,51               | 228 279                   | 39,30               | Marosvásárhely      | Târgu Mureș        |       |
| Szatmár          | Satu Mare       | SM           | 4 418         | 367 281             | 83,13               | 129 268                   | 35,20               | Szatmárnémeti       | Satu Mare          |       |
| Szeben           | Sibiu           | SB           | 5 432         | 421 724             | 77,64               | 15 389                    | 3,65                | Nagyszeben          | Sibiu              |       |
| Szilágy          | Sălaj           | SJ           | 3 864         | 248 015             | 64,19               | 57 167                    | 23,05               | Zilah               | Zalău              |       |
| Temes            | Timiș           | TM           | 8 697         | 677 926             | 77,95               | 50 573                    | 7,46                | Temesvár            | Timișoara          |       |